# 国道374号

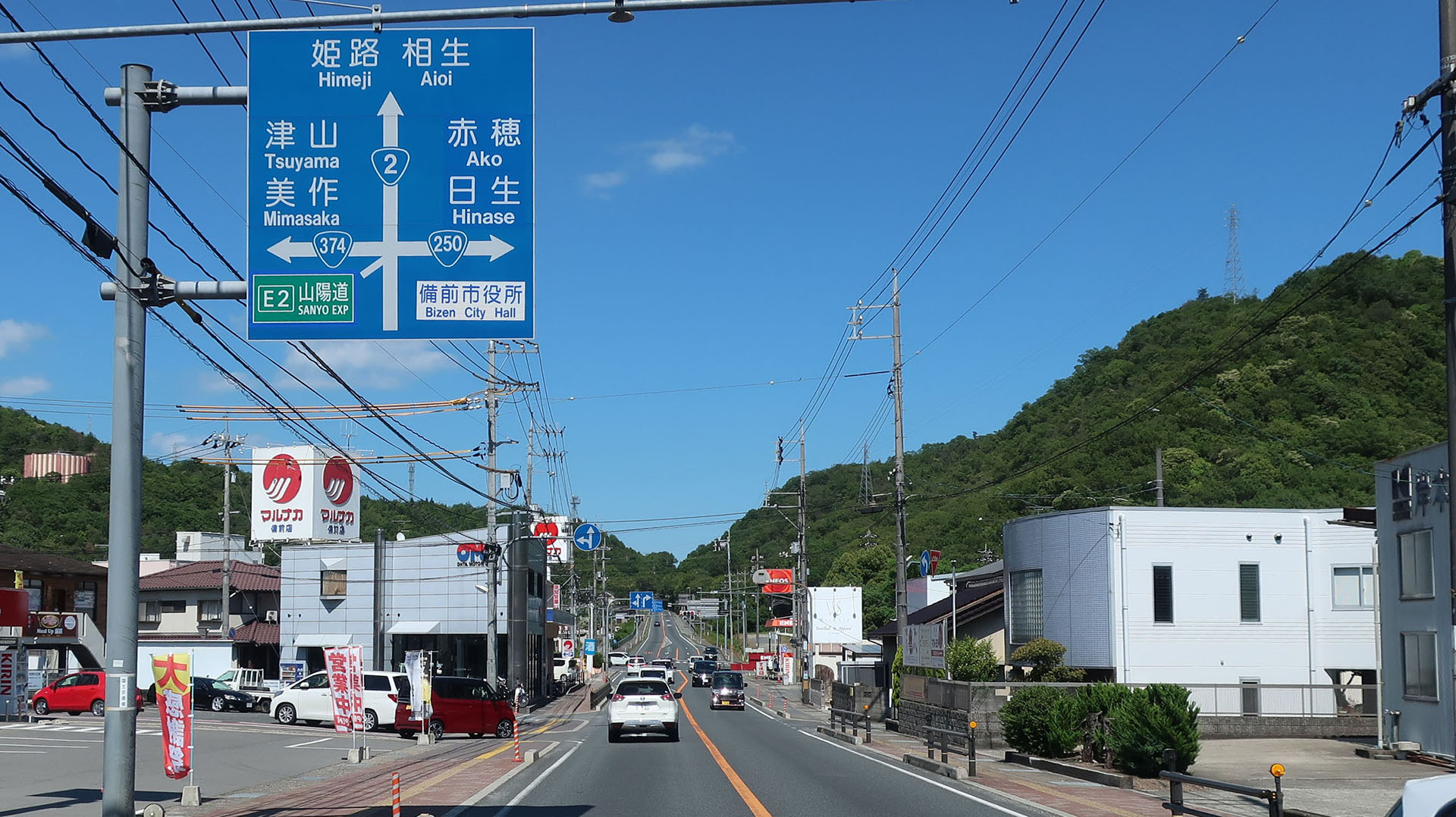
国道374号 起点
岡山県備前市 伊部東交差点

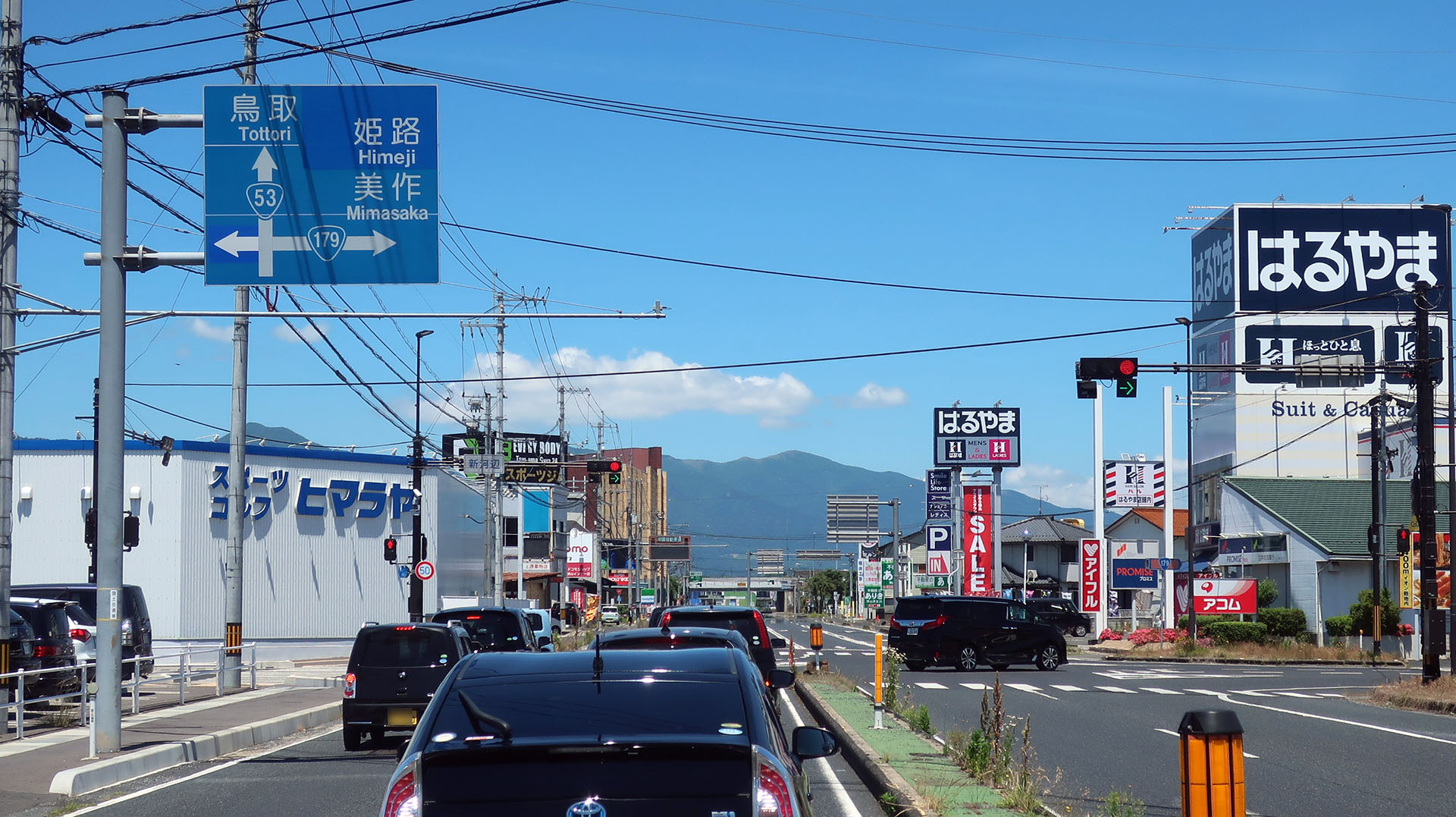
国道374号 終点
（国道53号、国道179号交点）
岡山県津山市 新河辺交差点

国道374号（こくどう374ごう）は、岡山県備前市から津山市に至る一般国道である。

## 概要

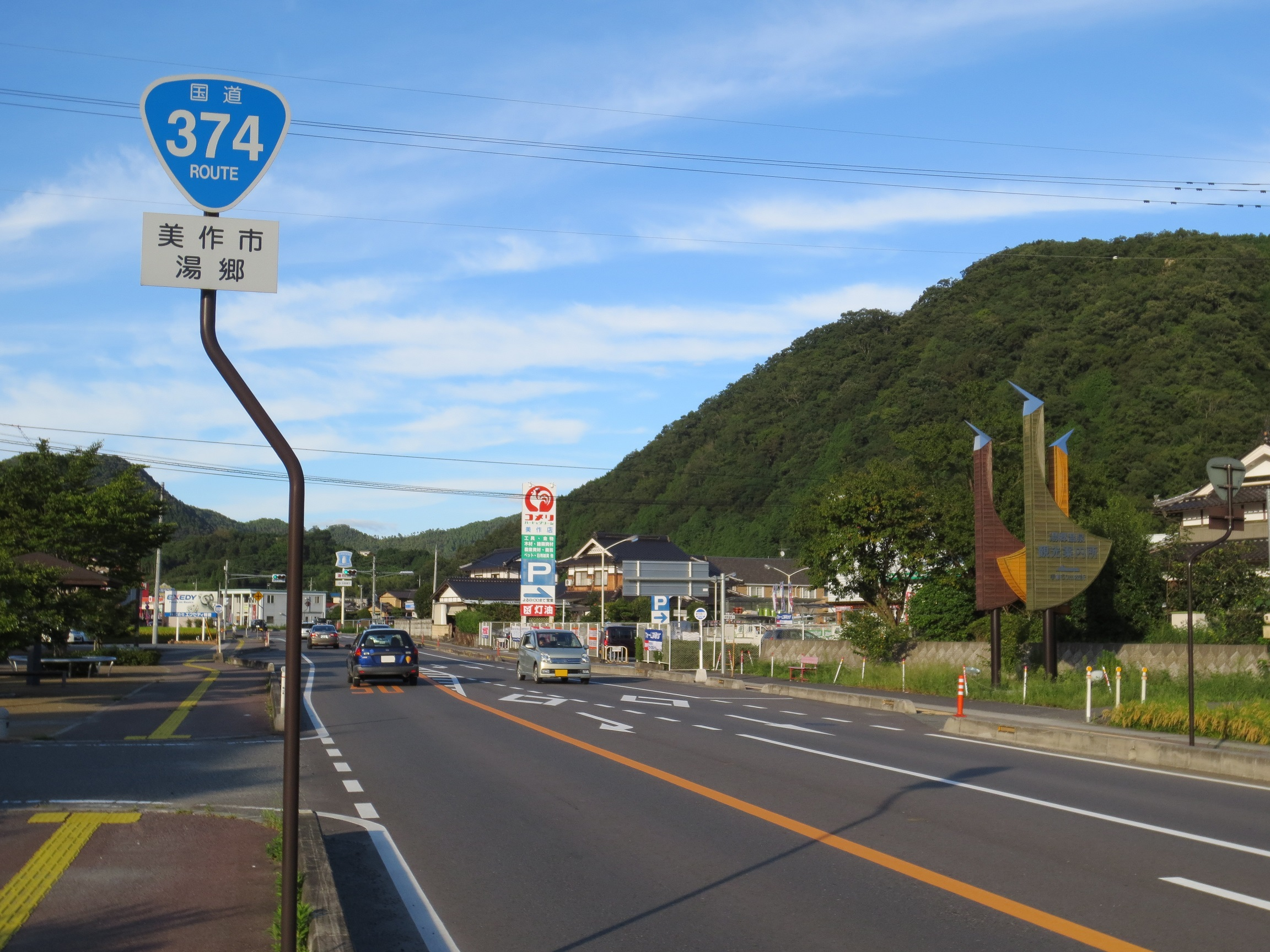
美作市湯郷付近
（2013年9月）

岡山県の東部で瀬戸内海に面する備前市の国道2号分岐（伊部東交差点）から北へ、県の東部域を南北に縦断して、同県内陸に位置する津山市の国道53号交点（新河辺交差点）と結ぶ、岡山県内で完結する延長約64.7キロメートル (km) の路線で、主な通過地は、和気郡和気町、美作市、勝田郡勝央町である。美作 - 終点・津山間は、国道179号と重用しており、単独となる実延長部は、起点・備前 - 美作間の区間である。地域高規格道路として、中国自動車道と一体となって整備が進められている美作岡山道路の湯郷温泉IC - 勝央JCT間は、国道374号の自動車専用のバイパス道路でもある。南部の和気郡和気町内では、和気ICで山陽自動車道と結ばれており、中国・山陽の各自動車道へアクセスする道路としても機能する。全体的には中国山地から瀬戸内海に南流する吉井川や支流の吉野川がつくる谷に沿って道筋があり、沿線には湯郷温泉をはじめとする温泉地が点在する。

### 路線データ
一般国道の路線を指定する政令に基づく起終点および重要な経過地は次のとおり。
- 起点：備前市（伊部東交差点 = 国道2号・国道250号交点、国道484号起点）
- 終点：津山市（新河辺交差点 = 国道53号交点、国道179号上、岡山県道345号上横野兼田線終点）
- 重要な経過地：岡山県赤磐郡吉井町[注釈 2]・同県英田郡美作町[注釈 3]
- 総延長 : 64.7 km（重用延長を含む。）[2][注釈 4]
- 重用延長 : 13.2 km[2][注釈 4]
- 未供用延長 : なし[2][注釈 4]
- 実延長 : 51.5 km[2][注釈 4]
  - 現道 : 42.5 km[2][注釈 4]
  - 旧道 : 0.1 km[2][注釈 4]
  - 新道 : 8.9 km[2][注釈 4]
- 指定区間：なし[3]

## 歴史
- 1975年（昭和50年）4月1日 - 一般国道374号指定。

## 路線状況

### 重複区間

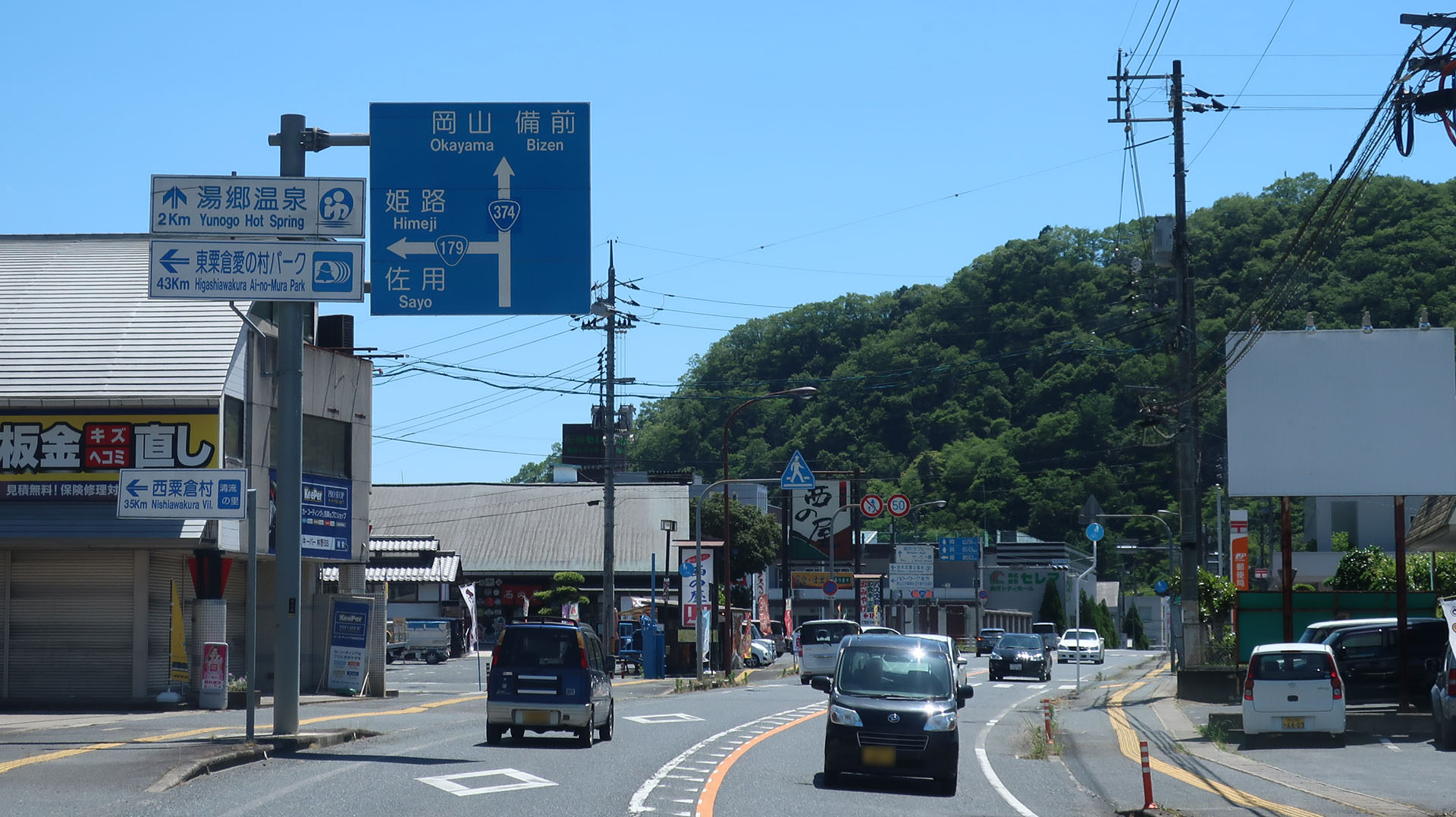
国道179号（重複区間）との分岐
岡山県美作市入田

- 国道484号（備前市伊部・伊部東交差点（起点） - 赤磐市福田）
- 国道179号（美作市入田・入田交差点 - 津山市河辺・新河辺交差点（終点））

### 道路施設

#### 橋梁
- 原橋（初瀬川、和気郡和気町）
- 入田橋（初瀬川、和気郡和気町）
- 初瀬橋（初瀬川、和気郡和気町）
- 金剛大橋（山陽本線・岡山県道395号和気熊山線・金剛川、和気郡和気町）
- 鵜飼川橋（鵜飼川、和気郡和気町）
- 周匝橋（吉井川、赤磐市[注釈 5] - 和気郡和気町[注釈 5] - 久米郡美咲町[注釈 5]）
- 長内川橋梁（美作市、美作岡山道路区間）
- 下大谷大橋（美作市、美作岡山道路区間）
- 鷺湯橋（さぎゆばし、吉野川、美作市）
- 小矢田黒土高架橋（滝川、勝田郡勝央町、美作岡山道路区間）
- 勝間田大橋（滝川、勝田郡勝央町）
- 高取橋（高取川、勝田郡勝央町）
- 新大渡橋（広戸川、津山市）

#### トンネル
- 湯郷第1トンネル：延長852 m、2010年（平成22年）竣工、美作市（美作岡山道路区間）
- 湯郷第2トンネル：延長287 m、2007年（平成19年）竣工、美作市（美作岡山道路区間）
- 明見（みょうけん）トンネル：延長108 m、1984年（昭和59年）竣工、美作市（国道179号重複区間内）

### 並行する旧街道
- 片上往来
  - 津山城下と備前片上（現：備前市片上）を結ぶ。備前市 - 久米郡美咲町にかけて並行。

津山 - 久米郡美咲町間は岡山県道26号津山柵原線に並行。
- 倉敷往来
  - 岡山城下と美作倉敷（現：美作市林野）を結ぶ。赤磐市 - 美作市にかけて並行。

岡山 - 赤磐市間は岡山県道27号岡山吉井線に並行。
- 出雲街道（国道179号重複区間）
  - 畿内と出雲国を結ぶ。美作市 - 津山市にかけて並行。

## 地理

### 通過する自治体
- 岡山県

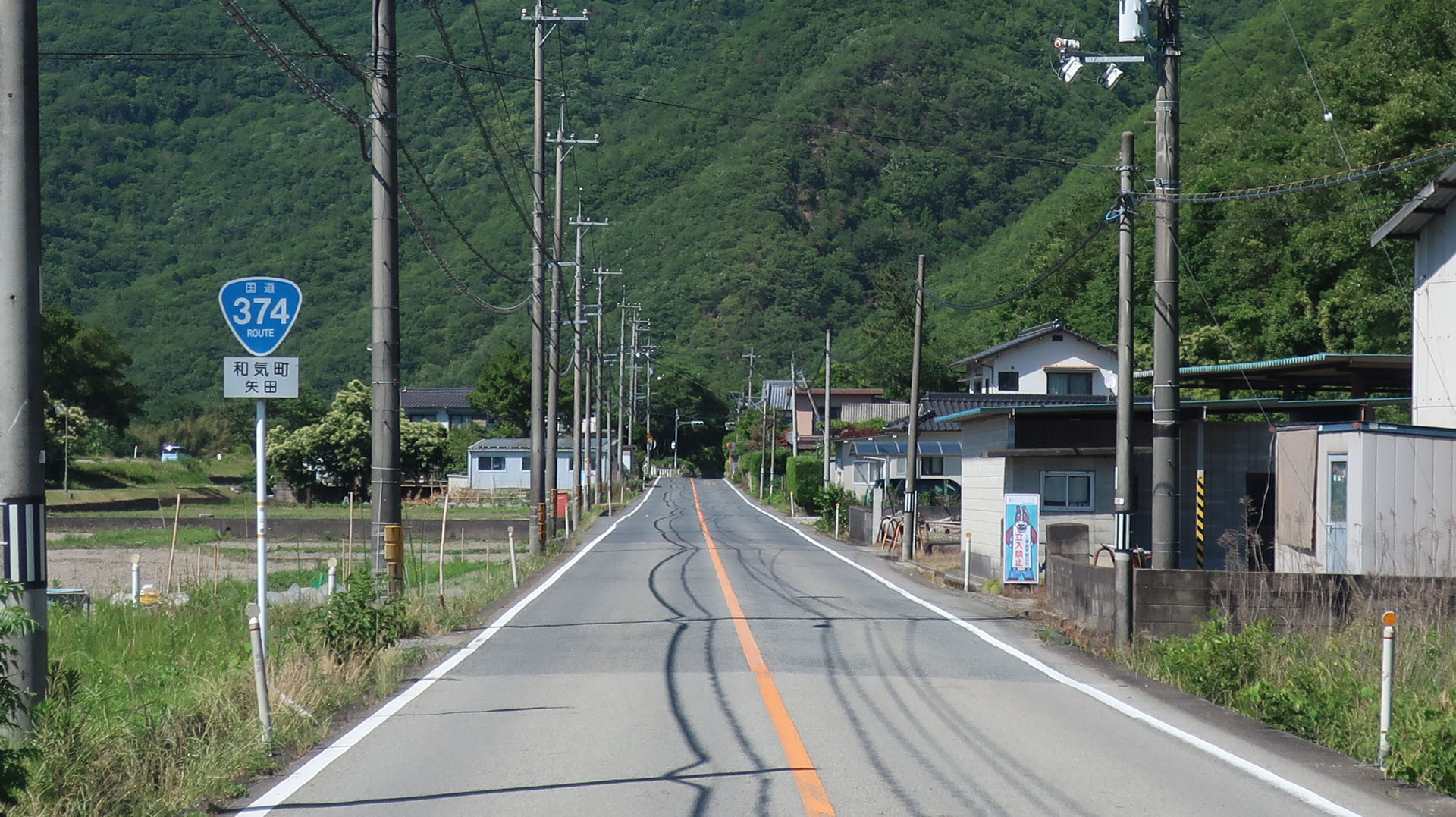
岡山県和気郡和気町矢田
（2020年6月撮影）

  - 備前市 - 和気郡和気町 - 赤磐市[注釈 5] - 和気郡和気町[注釈 5] - 久米郡美咲町[注釈 5] - 美作市 - 勝田郡勝央町 - 津山市

### 交差する道路
| 交差する道路                                                                  | 市町村名 | 市町村名 | 交差する場所       | 交差する場所           |
| ----------------------------------------------------------------------------- | -------- | -------- | ------------------ | ---------------------- |
| 国道2号 国道250号 国道484号 重複区間起点                                      | 備前市   | 備前市   | 伊部（いんべ）     | 伊部東交差点 / 起点    |
| 岡山県道703号備前柵原自転車道線 重複区間起点                                  | 和気郡   | 和気町   | 清水               |                        |
| 岡山県道703号備前柵原自転車道線 重複区間終点                                  | 和気郡   | 和気町   | 清水               |                        |
| E2 山陽自動車道                                                               | 和気郡   | 和気町   | 大中山             | 和気IC交差点 12 和気IC |
| 岡山県道703号備前柵原自転車道線 重複区間起点                                  | 和気郡   | 和気町   | 衣笠               |                        |
| 岡山県道703号備前柵原自転車道線 重複区間終点                                  | 和気郡   | 和気町   | 衣笠               | 衣笠交差点             |
| 岡山県道395号和気熊山線                                                       | 和気郡   | 和気町   | 福富               | [ 注釈 6 ]             |
| 岡山県道・兵庫県道96号岡山赤穂線 重複区間起点                                 | 和気郡   | 和気町   | 和気               |                        |
| 岡山県道・兵庫県道96号岡山赤穂線 重複区間終点                                 | 和気郡   | 和気町   | 和気               | 和気橋交差点           |
| 岡山県道414号福本和気線                                                       | 和気郡   | 和気町   | 和気               |                        |
| 岡山県道703号備前柵原自転車道線 重複区間起点                                  | 和気郡   | 和気町   | 岩戸               |                        |
| 岡山県道703号備前柵原自転車道線 重複区間終点                                  | 和気郡   | 和気町   | 岩戸               |                        |
| 岡山県道53号御津佐伯線                                                        | 和気郡   | 和気町   | 矢田               |                        |
| 岡山県道703号備前柵原自転車道線 重複区間起点                                  | 和気郡   | 和気町   | 矢田               |                        |
| 岡山県道703号備前柵原自転車道線 重複区間終点                                  | 和気郡   | 和気町   | 矢田               |                        |
| 岡山県道703号備前柵原自転車道線 重複区間起点                                  | 和気郡   | 和気町   | 塩田               |                        |
| 兵庫県道・岡山県道90号赤穂佐伯線 岡山県道703号備前柵原自転車道線 重複区間終点 | 和気郡   | 和気町   | 塩田               |                        |
| 岡山県道703号備前柵原自転車道線 重複区間起点                                  | 和気郡   | 和気町   | 塩田               |                        |
| 国道484号 重複区間終点 岡山県道703号備前柵原自転車道線 重複区間終点           | 赤磐市   | 赤磐市   | 福田               |                        |
| 岡山県道265号周匝久米南線                                                     | 赤磐市   | 赤磐市   | 周匝（すさい）     | 中村橋交差点           |
| 岡山県道351号藤原吉井線 岡山県道703号備前柵原自転車道線 重複区間起点          | 赤磐市   | 赤磐市   | 周匝               |                        |
| 岡山県道703号備前柵原自転車道線 重複区間終点                                  | 久米郡   | 美咲町   | 高下（こおげ）     |                        |
| 岡山県道26号津山柵原線                                                        | 久米郡   | 美咲町   | 高下               | 高下交差点             |
| 岡山県道414号福本和気線                                                       | 美作市   | 美作市   | 福本               | 福本交差点             |
| 岡山県道359号樫村金屋線 岡山県道379号百々樫村線                               | 美作市   | 美作市   | 巨勢（こせ）       | 樫村交差点             |
| 岡山県道361号畑沖勝間田線 重複区間起点                                        | 美作市   | 美作市   | 巨勢               |                        |
| 岡山県道349号吉ヶ原美作線 重複区間起点 岡山県道361号畑沖勝間田線 重複区間終点 | 美作市   | 美作市   | 湯郷               |                        |
| 国道179号 重複区間起点 岡山県道349号吉ヶ原美作線 重複区間終点                 | 美作市   | 美作市   | 入田（にゅうた）   | 入田交差点             |
| 岡山県道51号美作奈義線                                                        | 美作市   | 美作市   | 明見（みょうけん） | 明見交差点             |
| 美作岡山道路                                                                  | 勝田郡   | 勝央町   | 黒土               | 勝央IC                 |
| 岡山県道361号畑沖勝間田線                                                     | 勝田郡   | 勝央町   | 勝間田             |                        |
| 岡山県道67号勝央勝北線 岡山県道209号勝間田停車場線                            | 勝田郡   | 勝央町   | 勝間田             | 勝間田交差点           |
| 岡山県道52号勝央仁堀中線 岡山県道415号工門勝央線                              | 勝田郡   | 勝央町   | 黒坂               | 黒坂交差点             |
| 岡山県道413号安井津山線                                                       | 津山市   | 津山市   | 金井               | 津山市金井交差点       |
| 岡山県道350号西吉田川崎線                                                     | 津山市   | 津山市   | 西吉田             |                        |
| 国道53号 国道179号 重複区間終点 国道429号 重複 岡山県道345号上横野兼田線      | 津山市   | 津山市   | 河辺               | 新河辺交差点 / 終点    |

### 交差する鉄道
- 山陽新幹線
- 山陽本線
- 姫新線